# شعب كونسو

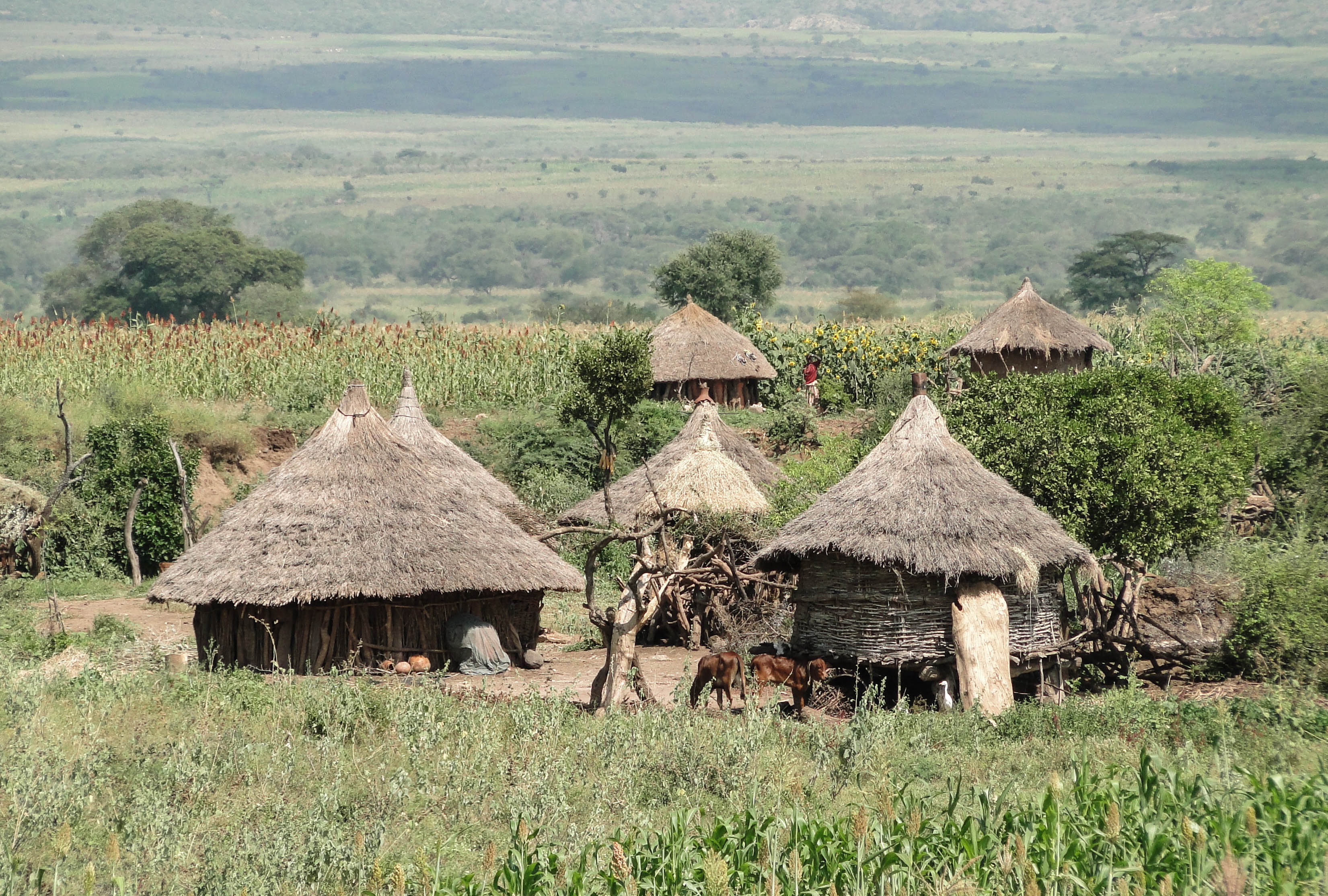

شعب كونسو، المعروفون أيضًا باسم الكونسيتا، هم مجموعة عرقية من الطوائف الناطقة باللغة الكوشية في الأراضي المنخفضة الشرقية يعيشون في المقام الأول جنوب وسط إثيوبيا.

## نبذة تاريخية
وفقًا لهالبايك (1972)، تشير تقاليد عائلة كونسو إلى أنهم شعب مركب، جسديًا وثقافيًا، مع وجود أفراد ينحدرون في الأصل من جميع المناطق المحيطة.
من حيث المظهر الجسدي، يميل أفراد شعب الكونسو إلى أن يكون جسمهم صغير ونحيل، مع عظام وجنتين مرفوعة وذقن محدد. يتراوح لون الجلد من الأسمر المحمر إلى الأسود تقريبًا، ولكنه وسطيًا أسمر غامق. بعض الأفراد يشبهون شعب الأورومو إلى حد كبير، حيث يمتلكون شفاه رفيعة وبنية أكبر. البعض الآخر لديهم نمط ظاهري «أفريقي» أكثر بشكل واضح وأقصر بكثير. وفقًا لهالبايك (1972)، فإن الخصائص الجسدية الأخيرة أكثر وضوحًا بين نساء كونسو. يعزو جورج موردوك (1959) التأثير «الزنجي» الواضح على شعب الكونسو بشكل عام إلى الخلط المبكر مع ما قبل النيليين، الذين دخلوا المرتفعات الإثيوبية منذ حوالي 5000 عام.

## التوزع
يقيم شعب كونسو بشكل أساسي في منطقة الأمم الجنوبية في إثيوبيا، جنوب بحيرة تشامو في منحنى نهر ساجان. يتركز عدد كبير منهم في منطقة كونسو. وأراضيهم متاخمة للمجتمعات الأوموتية، والسيدامية، والأورومية.
يعيش أفراد شعب الكونسو عادةً في مدن كبيرة، يحكم كل منها مجلس من الحكماء. يمكن العثور على عدد قليل أيضًا في أجزاء من شمال كينيا.